# Бусьно
Бусьно, або Бусно (пол. Buśno) — село в Польщі, у гміні Білопілля Холмського повіту Люблінського воєводства. Населення — 371 особа (2011).

## Історія
1431 року вперше згадується православна церква в селі.
1795 року зведена мурована греко-католицька церква, перебудована близько 1875 року, пізніше переведена на римо-католицтво.
1872 року місцева греко-католицька парафія налічувала 1246 вірян.
За даними етнографічної експедиції 1869—1870 років під керівництвом Павла Чубинського, у селі проживали греко-католики, які розмовляли українською мовою.
У 1921 році село входило до складу гміни Білопілля Грубешівського повіту Люблінського воєводства Польської Республіки.
У липні-серпні 1938 року польська влада в рамках великої акції руйнування українських храмів на Холмщині і Підляшші знищила місцеву православну церкву.
21-25 червня 1947 року під час операції «Вісла» польська армія виселила з Бусьна на щойно приєднані до Польщі північно-західні терени 3 українців. У селі залишилося 230 поляків.
У 1975—1998 роках село належало до Холмського воєводства.

## Демографія
За даними перепису населення Польщі 1921 року в селі налічувалося 61 будинок (з них 1 незаселений) та 315 мешканців, з них:
- 161 чоловік та 154 жінки;
- 266 православних, 49 римо-католиків;
- 266 українців, 49 поляків.

У 1943 році в селі проживало 599 українців і 21 поляк.
Демографічна структура станом на 31 березня 2011 року:
|          | Загалом | Допрацездатний вік | Працездатний вік | Постпрацездатний вік |
| -------- | ------- | ------------------ | ---------------- | -------------------- |
| Чоловіки | 189     | 39                 | 128              | 22                   |
| Жінки    | 182     | 36                 | 100              | 46                   |
| Разом    | 371     | 75                 | 228              | 68                   |

## Особистості

### Народилися
- Ющук Степан Іванович (нар. 1939) — український та радянський фізик.